# Louis Pienaar
Pour les articles homonymes, voir Pienaar.
Louis Alexandre Pienaar, né le 26 juin 1926 et mort le 5 novembre 2012 au Cap en Afrique du Sud) est un avocat, ambassadeur et homme politique d'Afrique du Sud, dernier administrateur du Sud-Ouest africain/Namibie en 1985-1990, ministre sud-africain de l'Éducation nationale de 1990 à 1992 et ministre de l'Intérieur et de ministre de l'Environnement jusqu'en 1993. 

## Biographie
Louis Pienaar commence sa carrière politique auprès de John Vorster lors des élections générales de 1948. Il tente en 1970 d'être élu député à Simonstown mais est battu.  
Après avoir été ambassadeur d'Afrique du Sud à Paris (1975-1980), il est nommé administrateur du Sud-Ouest Africain le 1er juillet 1985.
Du 1er avril 1989 au 21 mars 1990, il est chargé, au côté de Martti Ahtisaari nommé par l'ONU, d'administrer directement le Sud-Ouest Africain lors de la période transitoire  précédant l'indépendance de la Namibie. 
À son retour en Afrique du Sud, il est élu député de Maitland  et est nommé dans les gouvernements successifs de Frederik de Klerk d'abord comme ministre de l'éducation, où il est chargé du démantèlement des structures d'apartheid, puis en tant que ministre des affaires internes (mai 1992 à avril 1993) et enfin en tant que ministre de l’environnement. Il se retire par la suite de la vie politique. 
Il meurt en novembre 2012, âgé de 86 ans, à Bellville, commune du Cap en Afrique du Sud.  

## Note et référence
1. ↑  AG Pienaar Remembered As a Gentleman, The Namibian, 8 novembre 2012